# Chthonos tuberosa
Espèce
Synonymes
- Tecmessa tuberosa Keyserling, 1886

Chthonos tuberosa est une espèce d'araignées aranéomorphes de la famille des Theridiosomatidae.

## Distribution
Cette espèce est endémique du Brésil.

## Description
La femelle holotype mesure 1,4 mm.

## Publication originale
- Keyserling, 1886 : Die Spinnen Amerikas. Theridiidae. Nürnberg, vol. 2, p. 1-295 (texte intégral).